# Elliston (Australie-Méridionale)
Elliston est une petite ville côtière d'Australie-Méridionale, sur la côte ouest de la péninsule d'Eyre, dans la baie de Waterloo, située à 169 km au nord-ouest de Port Lincoln et à 641 km à l'ouest d'Adélaïde. En 2006, elle compte 377 habitants.

## Histoire
Les premiers habitants de la zone qui forme dorénavant Elliston sont les Nauo (en).
La première exploration enregistrée de la côte adjacente est réalisée par Matthew Flinders, à bord du navire HMS Investigator (en), du 10 au 13 février 1802. Il baptise les îles au large mais ne note pas l'existence de la baie de Waterloo, dans son journal de bord.
Edward John Eyre explore la région, sur terre, en 1840 et 1841, lors d'un voyage en Australie occidentale, depuis Port Lincoln. D'abord appelée Waterloo Bay, la commune est nommée plus tard par le gouverneur William Jervois, sur un plan de la ville, le 23 novembre 1878. Localement, on pense qu'elle porte le nom de l'écrivain et enseignante, Ellen Liston (en), née en Angleterre, en 1838, et qui a émigré en Australie du Sud, en 1850. Elle est gouvernante et travaille sur une propriété locale (Nilkerloo) appartenant à John Hamp.
Il a également été suggéré que Jervois, qui avait un passé militaire, a choisi d'honorer Henry Walton Ellis (en) (1783-1815), un héros de la bataille de Waterloo durant laquelle il est mort de ses blessures.
La région est colonisée dans les années 1840, Elliston étant le port central à partir duquel les premiers colons transportent leur laine et leur blé au marché. Les voiliers et plus tard les bateaux à vapeur traversent la célèbre entrée récifée de la baie de Waterloo. Un certain nombre de navires ont sombré dans la baie en raison de son entrée étroite et des marées variables.
Le peuple Nauo a été très durement touché par les effets de la colonisation européenne. Les autochtones ont été victimes de très nombreuses violences dans cette région tout comme les colons blancs.
On pense que le massacre de la baie Waterloo s'est produit près d'Elliston et il existe également de nombreux meurtres et autres actes de violence, mieux documentés, commis à l'encontre des peuples autochtones dans cette région.

## Géographie

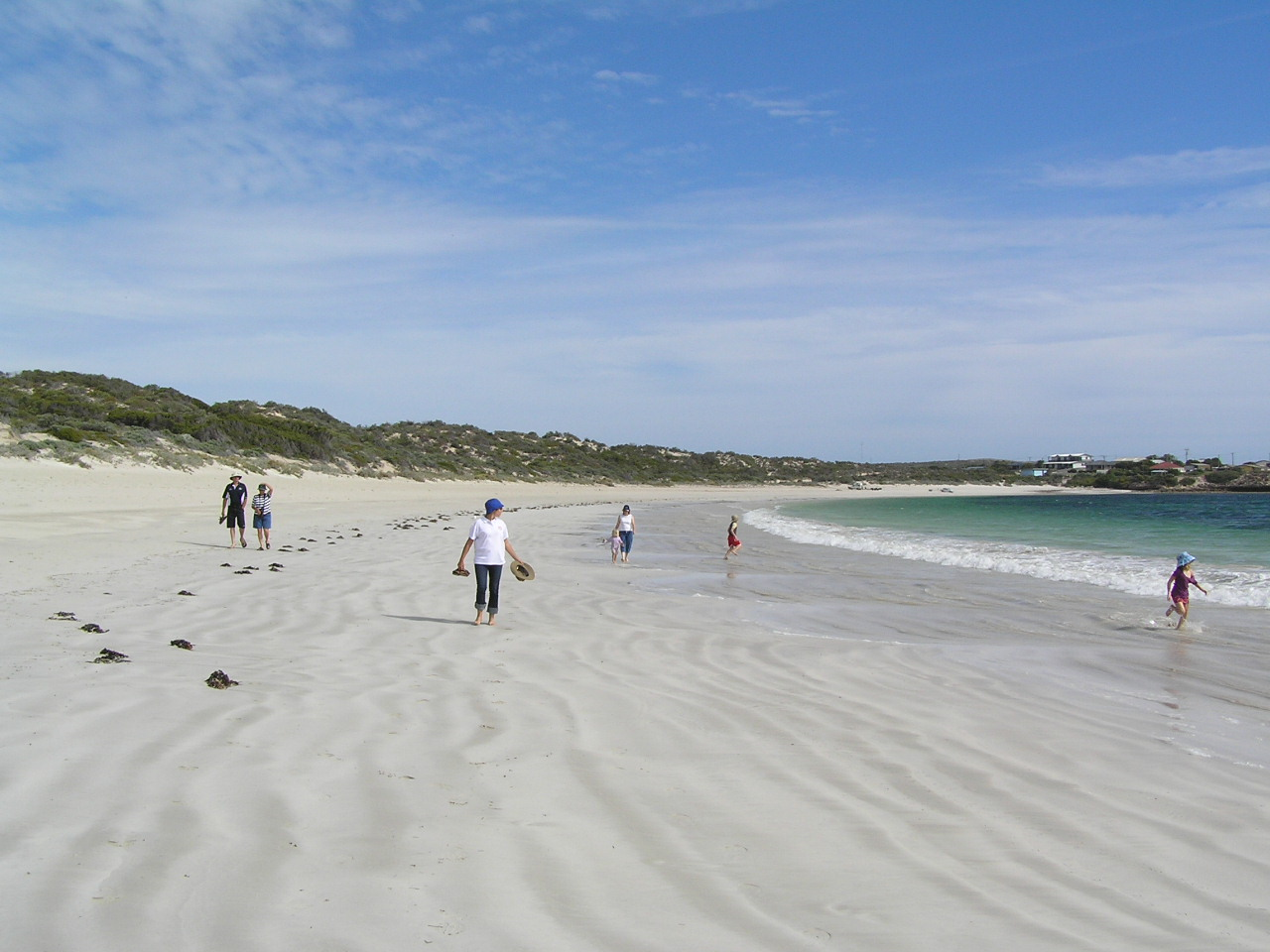
La plage d'Elliston.

La ville d'Elliston se situe dans la baie Waterloo, une petite crique côtière partiellement protégée par un certain nombre de récifs qui bordent l'entrée de la baie. En dehors de la baie, le littoral est exclusivement constitué de grandes falaises, sur lesquelles se trouvent plusieurs plages de surf.
L'intérieur de la baie est relativement calme et peu profond, avec des herbiers marins et des récifs sous-marins ainsi que des plages de sable qui bordent la plus grande partie de la baie. À l'intérieur des terres, le pays est essentiellement constitué de terres agricoles plates. L'extrémité sud du Lake Newland Conservation Park (en) se trouve à environ 10 km au nord de la ville.
Au large, l'île de Flinders est située à 32 kilomètres à l'ouest et au sud-ouest de la pointe Wellington à Elliston. 

### Source de la traduction
- (en) Cet article est partiellement ou en totalité issu de l’article de Wikipédia en anglais intitulé « Elliston, South Australia » (voir la liste des auteurs).